# Mănăstirea Negrea
Un drumușor de țară desparte două sate din Ținutul Lăpușnei – Negrea și Sofia. Dacă nu ar fi inscripția și izvorul în formă de ulcior lesne ai putea crede că e unul. Ne oprim la Negrea, localitate aflată la 55 de kilometri de Chișinău și 22 de centrul raional, Hâncești. La Negrea sunt două lumi paralele sau poate aceleași, pentru că e un sat pe care intemperiile naturii l-au rupt de vatră. Oricum, fie că mergem în partea nouă, fie că ne ducem la vatra istorică, vom găsi un suflu deosebit, nemaiîntâlnit deja prin multe sate – suflul dragostei de trecut, de tradiție și neam.
Satul vechi se află cam la un km de cel nou. Aici nici vorbă de modernitate – drumuri pietruite sau de țară, fântâni cu cumpănă, case acoperite cu stuf și garduri din nuiele. Poate că se trăiește mai greu, dar satul e atât de bine conservat încât este un adevărat muzeu în aer liber. De pe urma alunecărilor de acum patru decenii au rămas doar câteva case și biserica de pe deal, construită la 1878. Din 1969 până 1988 aceasta a fost redusă la tăcere. Acum 15 ani din biserică parohială devine Mănăstirea cu Hramul „Sfinții Argangheli Mihail și Gavriil”.
În partea nouă a satului Negrea modernitatea își spune cuvântul. Chiar dacă satul  nu e atât de mare, cele 18 străzi au denumiri. Strada principală poartă numele lui Andrei Șaptefrați, o personalitate locală care a făcut doar lucruri bune pentru Negrea. Alte „arterele” sunt: Ștefan cel Mare, Ștefan Vodă, Livezilor, Mihai Viteazul etc.
Educatoarele de la grădinița din sat au adunat vestigii ale trecutului și au inaugurat o Casă Mare. Ușa ei e deschisă pentru toți cei ce doresc să cunoască mai multe despre cea mai frumoasă odăiță a basarabeanului. Aici sunt ținute lucrurile mai de preț și primiți oaspeții dragi.
Oamenii locului spun că oricine va sosi la Negrea nu va cunoaște plictiseala. „E curățenie și frumusețe în jur, iar oamenii sunt deosebiți – muncitori, talentați și legați sufletește de sat”, cam așa „își fac pașaportul” cei de la Negrea.